# Утка (Ивановская область)
Утка — опустевшая деревня в Пестяковском районе Ивановской области. Входит в состав Пестяковского сельского поселения.

## География
Находится в юго-восточной части Ивановской области на расстоянии приблизительно 6 км на восток по прямой от районного центра поселка Пестяки.

## История
Деревня уже отмечалась на карте 1840 года (как Безводная). В 1859 году здесь (тогда деревня в составе Гороховецкого уезда Владимирской губернии) было учтено 15 дворов.

## Население
Постоянное население составляло 73 человека (1859 год), 0 как в 2002 году, так и в 2010.